# Burchard III ze Schraplau
Burchard III ze Schraplau (zm. 21 września 1325 w Magdeburgu) – arcybiskup Magdeburga od 1307, toczący nieustanne spory z mieszczanami Magdeburga i przez nich zabity.

## Życiorys
Burchard pochodził z bocznej linii rodu panów Kwerfurtu; był synem Burcharda, pana Schraplau. Od 1294 był kanonikiem katedralnym w Magdeburgu. Później został także kanonikiem w Hildesheimie (1296) i Halberstadt (1298). W listopadzie 1307 został wybrany na arcybiskupa Magdeburga, a w marcu kolejnego roku otrzymał w Poitiers paliusz z rąk papieża Klemensa V, który także wyświęcił go na arcybiskupa.
Po krótkim okresie dobrej współpracy arcybiskupa z jego stolicą na początku rządów szybko doszło do ostrego konfliktu, wywołanego nałożeniem na mieszczan nowych podatków (zwłaszcza dotyczących produkcji piwa). Burchard kwestionował także dotychczasowe przywileje miast, w tym nadane przez swoich poprzedników. W 1309 doszło do ugody, zgodnie z którą Magdeburg zapłacił arcybiskupowi 600 srebrnych marek za utrzymanie swych praw.
W 1310 został upoważniony przez papieża do zasekwestrowania komturii templariuszy położonych nie tylko na terenie arcybiskupstwa, ale także biskupstwa Halberstadt. Doprowadziło to do konfliktu Burcharda z tamtejszym biskupem oraz arcybiskupem Moguncji. Przeciwnicy obłożyli Burcharda klątwą, od której uwolniła go decyzja papieska w 1311, ale już wkrótce konflikt wybuchł na nowo wywołany wykorzystaniem przez Burcharda do celów wojskowych dwóch kościołów w sąsiedniej diecezji. W latach 1311–1312 Burchard odbył podróż na dwór papieski w Vienne.
Po powrocie Burcharda do Magdeburga doszło do kolejnego jego konfliktu z mieszczanami. Burchard nałożył podatki i cła związane z wydobyciem i wywozem soli, zakwestionował też jeden z przywilejów potwierdzonych układem z 1309. W efekcie, w 1313, Burchard został pojmany przez mieszkańców Magdeburga i przez kilka tygodni był przez nich więziony. Po uwolnieniu Burchard obłożył miasto klątwą i obległ je z pomocą margrabiego Miśni, księcia Brunszwiku i innych książąt. Według zapisów kronik mieszczanie co tydzień wysyłali posła do oblegających oferując im żywność. Zdumiony margrabia Miśni miał wybrać się do miasta i przekonawszy się o tym, że – wbrew zapewnieniom arcybiskupa – nie panuje tam głód, zerwał oblężenie. Pokój między arcybiskupem i miastem został zawarty w 1314 dzięki pośrednictwu margrabiego Brandenburgii Waldemara.
Mimo to w dalszym ciągu dochodziło do konfliktów między Burchardem i jego stolicą. Doszło do tego, że w 1323 Magdeburg wystąpił do króla Niemiec Ludwika IV Bawarskiego z prośbą o potwierdzenie dotychczasowych przywilejów. Mimo to Burchard kontynuował swoją politykę. Wreszcie, 5 lutego 1324 sojusz przeciwko arcybiskupowi zawarły dwa największe miasta jego księstwa, Magdeburg i Halle. Halle wypowiedziało wojnę Burchardowi, a do sojuszu przystąpiły nie tylko kolejne miasta, ale także możni, w tym książę Brunszwiku Otto i hrabiowie Kwerfurtu. 13 października 1324 doszło do porozumienia. Jednak jeszcze w tym samym roku konflikt wybuchł ponownie. Gdy 29 sierpnia 1325 Burchard przybył do Magdeburga, został pojmany i umieszczony w areszcie domowy w swoim pałacu. W nocy z 21 na 22 września został zabrany do piwnic ratusza i tam zabity przez swych strażników.
Dopiero 18 sierpnia 1326 Burchard został pochowany w magdeburskiej katedrze. Zabicie arcybiskupa miało poważne konsekwencje dla miasta: zostało obłożone papieską klątwą (zdjętą dopiero w 1331), konsekwencje wobec mieszczan wyciągnął też król Ludwik Bawarski. Magdeburg utracił też polityczną niezależność.
Burchard zapisał się w historii jako chciwy i tyrański książę Kościoła. Był energicznym władcą, starającym się zwiększyć swoją potęgę wszelkimi środkami. Autorzy jego żywota w miejscowej kronice bronili go, podkreślając jego zalety i fakt, że działał w interesie Kościoła i w obronie swoich praw. Jednak kilkukrotne prośby o kanonizację Burcharda nie odniosły skutku.